# Посольство ДР Конго в Канаде

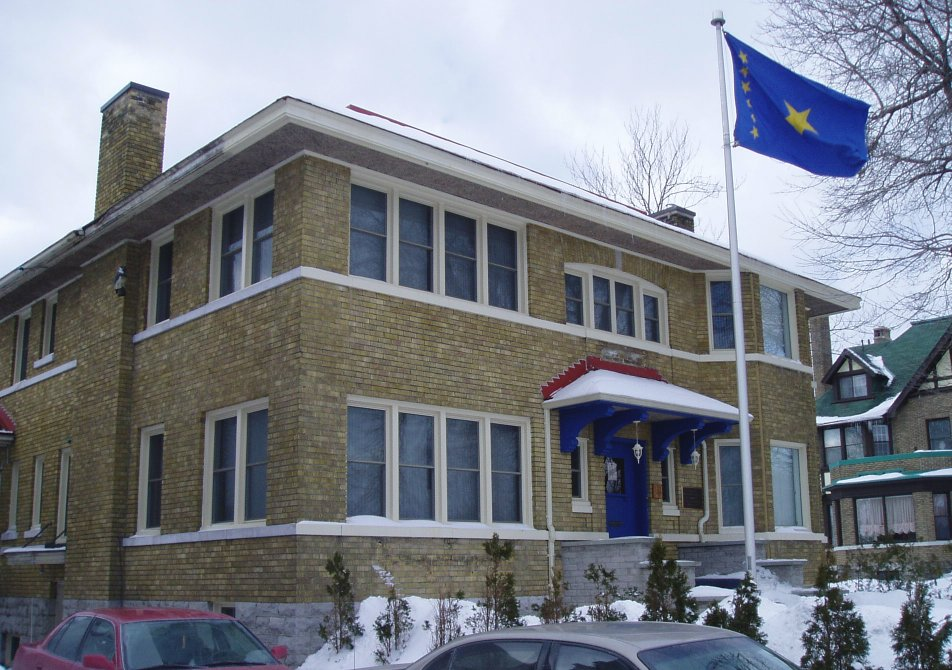
Здание дипломатической миссии ДР Конго в Оттаве

Посольство Демократической Республики Конго в Канаде — дипломатическая миссия Демократической Республики Конго в Канаде.
Посольство расположено в канадской столице Оттаве по адресу 18 Range Road.
С июля 2007 года советником и поверенным в делах ДР Конго в Канаде является Луиза Нзанга Рамазани.